# Лужок (Могилёвская область)
Лужо́к (бел. Лужок) — деревня в составе Войниловского сельсовета Чаусского района Могилёвской области Республики Беларусь.

## Население
- 2010 год — 8 человек